# Ballhausen

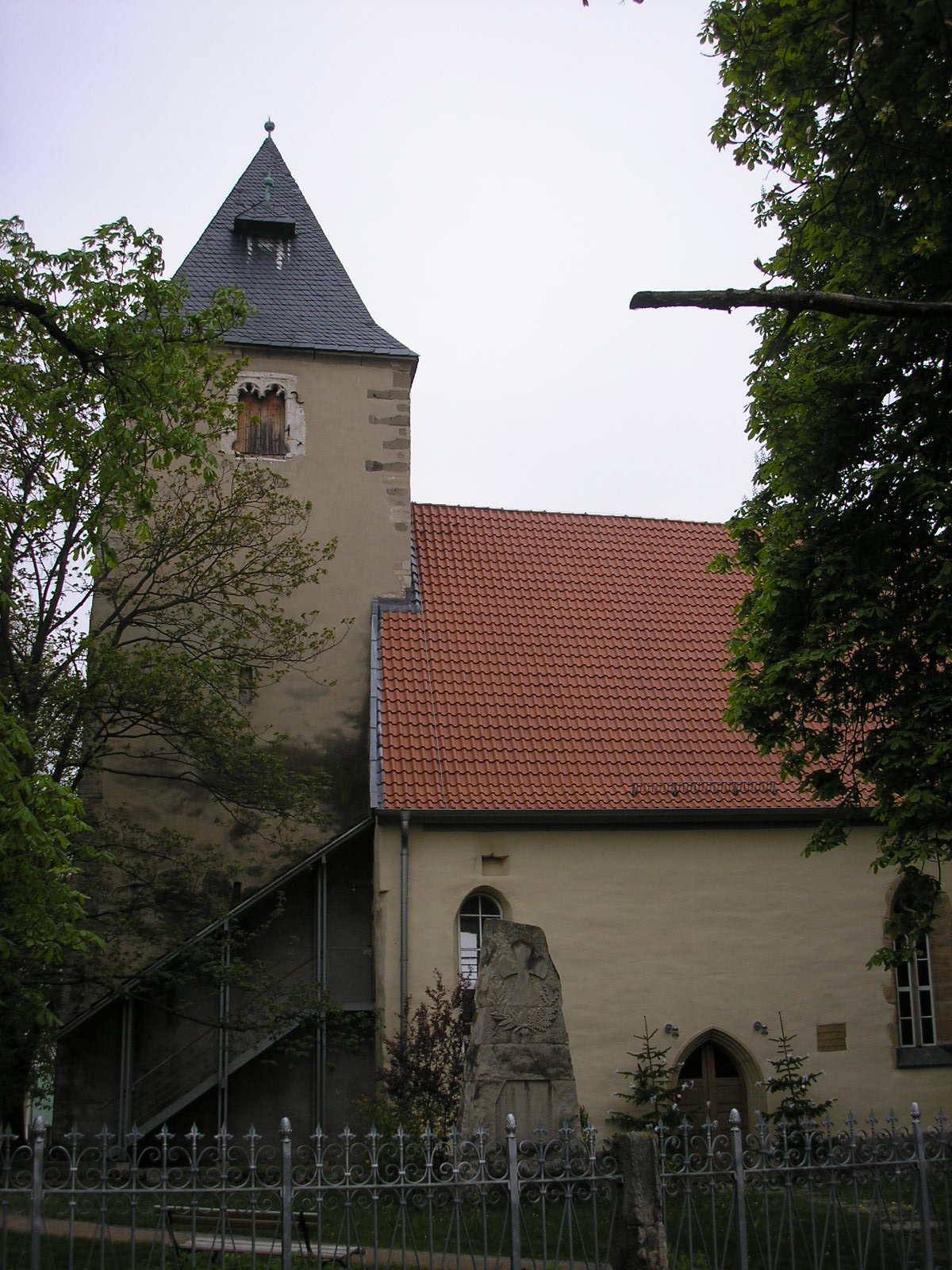
Kirche von Großballhausen

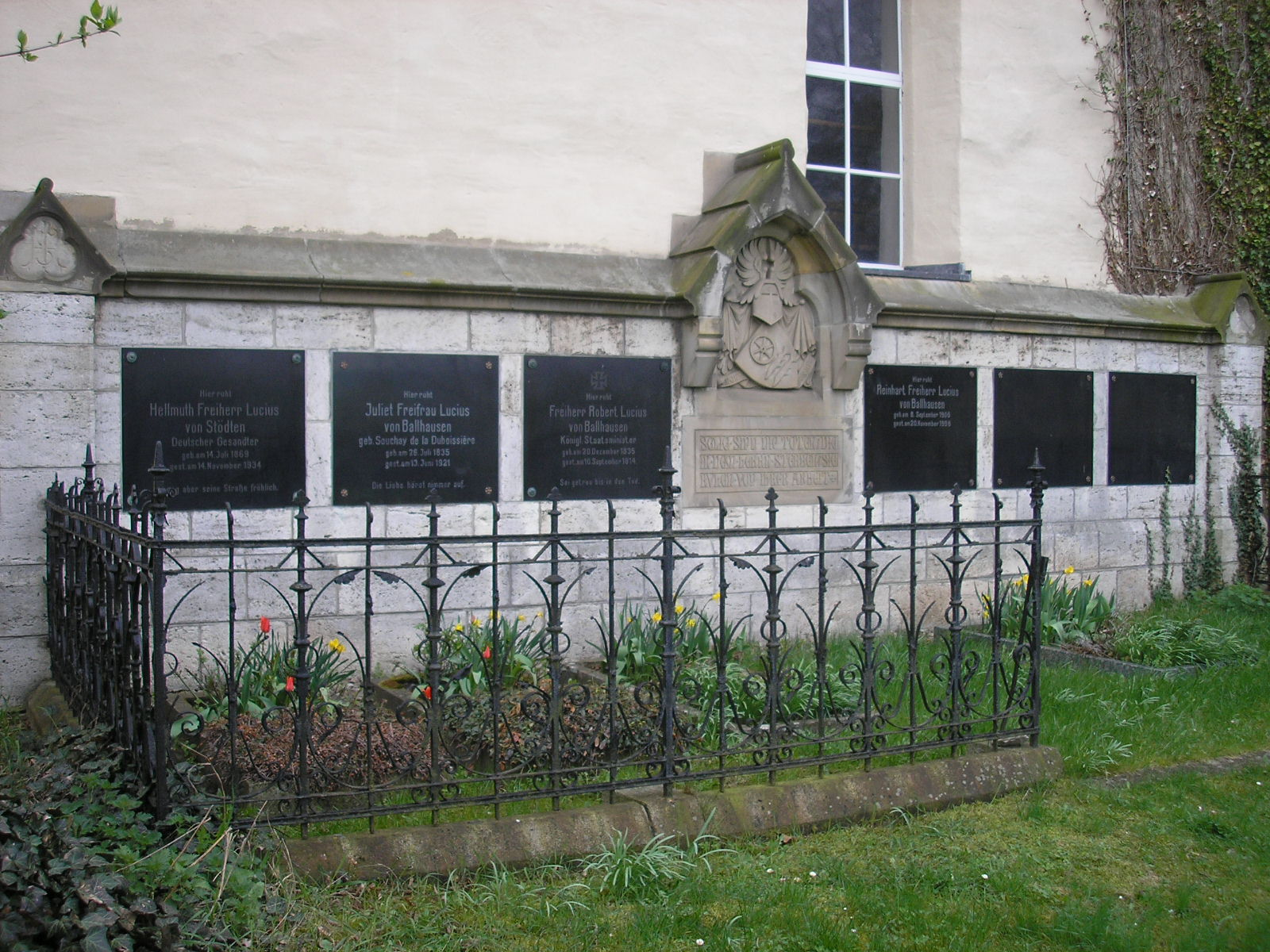
Familiengrab derer von Ballhausen

Ballhausen ist eine Gemeinde im Unstrut-Hainich-Kreis in Thüringen. Sie gehört der Verwaltungsgemeinschaft Bad Tennstedt mit Sitz in der Stadt Bad Tennstedt an.

## Geografie
Ballhausen liegt am Nordrand der Unstrut-Niederung im Zentrum des Thüringer Beckens, östlich von Bad Tennstedt. Nördlich liegt der Hopfenberg mit 224 m Höhe, südlich verläuft der Schambach in Richtung Hochwasserrückhaltebecken Straußfurt.

### Gemeindegliederung
Ballhausen besteht aus den beiden früheren eigenständigen Gemeinden Großballhausen (östlicher Ortsteil) und Kleinballhausen (westlicher Ortsteil).

## Geschichte
Ballhausen lag frühgeschichtlich an einer damals wichtigen Nord-Süd-Wegeverbindung. Es gab zwei mittelalterliche Burgen: in Großballhausen im Bereich von späterem Rotem und Grünem Hof, in Kleinballhausen in der Nähe des späteren Herrenhauses. Von letzterer Burg waren Reste noch Ende des 19. Jahrhunderts nachweisbar. 1104 hatte das Peterskloster in Erfurt Besitzungen in Ballhausen. Der erste namentlich bekannte Adlige war Heselin von Ballhausen, 1110 in einer Urkunde von Ludwig dem Springer bezeugt. Konrad von Ballhausen war Mitte des 12. Jahrhunderts ein wichtiger Helfer von Kaiser Friedrich I. bei dessen Italien-Unternehmungen. 1170 erscheinen die Herren von Ballhausen in kaiserlichen Urkunden als Grafen. 1258 wird ein Eckard von Kleinballhausen genannt. Letzteres wird zeitweise auch als Wenigen- oder Windischen-Balenhusen bezeichnet.
Im 13. Jahrhundert verfasste ein Pfarrer Sigefridus Presb. de Balhusen oder Siegfried (Lebenszeit bis etwa 1306) eine Weltgeschichte („Hystoria universalis Sifridi presbyteri indigni de Baluhusin villa Thuringie“).
1297 wurden beide Burgen an das Erzbistum Mainz verpfändet. Die Besitzer der Burgen und Güter in Ballhausen wechselten häufig.
1851 erwarb Sebastian Lucius von Karl v. Zech (1812–1889) das Rittergut in Kleinballhausen. 1882 erweiterte sein Sohn Robert Lucius (geadelt: Robert Lucius von Ballhausen) das Schloss um zwei Seitenflügel und einen Turm. Letzterer wurde nach 1945 abgerissen, das Mittelteil verfiel teilweise. Das Schloss wurde von Flüchtlingsfamilien bewohnt und entschädigungslos enteignet. Das wertvolle Inventar des Schlosses, insbesondere eine Sammlung ostasiatischer Kunstwerke, ging 1945 verloren. Ein großes Wirtschaftsgebäude ist erhalten (2009), auch ein großflächiger Park. Zum Rittergut hatten 1.200 Morgen guter Boden gehört, ausgedehnte Stallungen, eine Kartoffelflockenfabrik, eine Wassermühle, Karpfenzucht, Gewächshäuser und ein Gasthof. Der letzte Eigentümer war Johann-Albrecht Freiherr Lucius von Ballhausen.
1860 kaufte Clara Lucius, eine Tochter von Sebastian Lucius, in Großballhausen das von Reinhardt´sche Rittergut Der Rothe Hof mit 750 Morgen. Auch der benachbarte Grüne Hof mit 800 Morgen mit großen Obstplantagen kam in den Besitz der Familie Lucius.
Groß- und Kleinballhausen gehörten bis 1815 zum kursächsischen Amt Weißensee. Durch die Beschlüsse des Wiener Kongresses kamen sie zu Preußen und wurden 1816 dem Landkreis Weißensee im Regierungsbezirk Erfurt der Provinz Sachsen zugeteilt, zu dem sie bis 1944 gehörten.
Die Herrschaft „Ballhausen/Stoedten“ (Lucius) bestand aus den beiden Rittergütern in Großballhausen, dem Gut in Kleinballhausen und dem Rittergut Stödten östlich von Schwerstedt. Alle Güter wurden 1945 durch die Bodenreform entschädigungslos enteignet. Der Grüne Hof sowie das Gut Stödten wurden auf der Grundlage des Befehls Nr. 209 der Sowjetischen Militäradministration in Deutschland abgebrochen. In den Roten Hof zog ein Kindergarten ein. Der Hof ist seit 2009 im Besitz eines Windkraft-Unternehmens.
Im Juni 2019 wurde aus einem in der Gemeinde als „Bombenloch“ bekannten Absturztrichter ein zwischen Weihnachten 1944 und Neujahr abgeschossenes deutsches Jagdflugzeug Messerschmitt Bf 109 geborgen. Der Pilot hatte sich durch Fallschirmabsprung retten können. Diese einsitzigen Jagdflugzeuge waren gegen die alliierten Bomber und deren Begleitjäger im Einsatz gewesen.

### Eingemeindungen
Die Gemeinde entstand am 1. Juli 1950 durch Zusammenlegung der Orte Groß Ballhausen und Klein Ballhausen.

### Einwohnerentwicklung
1939 hatte Großballhausen 733 und Kleinballhausen 573 Einwohner (zus. 1306 Einwohner). 2008 wies Ballhausen eine Einwohnerzahl von 926 auf. Dazwischen war es zu einem starken Zustrom von Heimatvertriebenen gekommen. 2017 lebten 836 Einwohner in der Gemeinde.

## Politik

### Gemeinderat
Der Gemeinderat von Ballhausen besteht aus acht Ratsherren und -frauen.
- CDU/FWG 5 Sitze
- Zukunft-Gemeinde-Rad 3 Sitze

(Stand: Kommunalwahlen in Thüringen 2019)

### Bürgermeister
Der Bürgermeister Steffen Dähnert wurde am 12. Juni 2022 gewählt. Zuvor war seit 2010 Uwe-Karsten Saalfeld im Amt.

### Wappen
Blasonierung: „Von Gold und Blau gespalten; belegt mit einem Zwillingssparren, der ein Waidrad einschließt und von je einer Kugel (Ball) beseitet ist, aller in verwechselten Farben.“

## Sehenswürdigkeiten

### Großballhausen
- St. Vitus (Großballhausen), mit umgebendem Kirchhof. Vor der Kirche steht ein Kriegerdenkmal für die Gefallenen des Ersten Weltkriegs.
- Pfarrhaus
- Roter Hof

### Kleinballhausen
- St. Aegidius (Kleinballhausen); Im Eingang zur Kirche befindet sich eine Namenstafel Den Gefallenen des Zweiten Weltkrieges zum Gedächtnis.
- Schloss Kleinballhausen: Ehemaliges Gut. Mittelteil in der Fassade und im Dachbereich stark vereinfacht nach Wiederaufbau.
- Wirtschaftsgebäude des früheren Gutes
- Früherer Gutspark mit Tiergehege

## Persönlichkeiten
- Sifrid von Ballhausen († um 1307): Pfarrer in Ballhausen und Verfasser einer Weltgeschichte
- Robert Lucius Freiherr von Ballhausen (1835–1914), Politiker und Besitzer von Groß- und Kleinballhausen. Er verstarb im Schloss Kleinballhausen.
- Josef Aberth (* 1930), Politiker (DBD), LPG-Vorsitzender

## Verkehr
Ballhausen wird von der B 176 durchquert. Die frühere Eisenbahn-Anbindung existiert nicht mehr.